# نعيم صبري
نعيم صبري هو روائي وشاعر مصري، درس الهندسة الميكانيكية وتخرج في كلية الهندسة بجامعة القاهرة عام 1968، وتفرغ للأدب منذ عام 1995، بدأ نشاطه الأدبي بكتابة الشعر٬ وصدر له ديواني «يوميات طابع بريد عام» و«تأملات في الأحوال» عام 1988. صدرت له العديد من الأعمال الروائية، كما له بعض الكتابات المسرحية خاصة المسرح الشعري مثل مسرحية بئر التوتة.

## مؤلفاته
- حافظ بتاع الروبابيكيا[5]
- صافيني مرة[6]
- الاستاذ تحتمس[7]
- يوميات طفل قديم
- المغني القديم[8]
- وتظل تحلم إيزيس[9]
- المهرج[10]
- الابنة فاتن[11]
- جنون العطش[12]
- كلوا بامية[13]
- الحي السابع[14]
- أمواج الخريف[15]
- شبرا[16]